# National Basketball Association 1972-1973
La stagione della National Basketball Association 1972-1973 fu la 27ª edizione del campionato NBA. La stagione si concluse con la vittoria dei New York Knicks, che sconfissero i Los Angeles Lakers per 4-1 nelle finali NBA.

## Squadre partecipanti
- Atlanta Hawks
- Baltimore Bullets
- Boston Celtics
- Buffalo Braves
- Chicago Bulls
- Cleveland Cavaliers
- Detroit Pistons
- Houston Rockets
- K.C. Kings

- L.A. Lakers
- Milwaukee Bucks
- N.Y. Knicks
- Phoenix Suns
- Philadelphia 76ers
- Portland T. Blazers
- S.F. Warriors
- Seattle S.Sonics

## Classifica finale

### Eastern Conference
| Squadra            | V  | P  | %    | GB |
| ------------------ | -- | -- | ---- | -- |
| Boston Celtics     | 68 | 14 | 82,9 | -  |
| New York Knicks C  | 57 | 25 | 69,5 | 11 |
| Buffalo Braves     | 21 | 61 | 25,6 | 47 |
| Philadelphia 76ers | 9  | 73 | 11,0 | 59 |

| Squadra             | V  | P  | %    | GB |
| ------------------- | -- | -- | ---- | -- |
| Baltimore Bullets   | 52 | 30 | 63,4 | -  |
| Atlanta Hawks       | 46 | 36 | 56,1 | 6  |
| Houston Rockets     | 33 | 49 | 40,2 | 19 |
| Cleveland Cavaliers | 32 | 50 | 39,0 | 20 |

### Western Conference
| Squadra                 | V  | P  | %    | GB |
| ----------------------- | -- | -- | ---- | -- |
| Milwaukee Bucks         | 60 | 22 | 73,2 | -  |
| Chicago Bulls           | 51 | 31 | 62,2 | 9  |
| Detroit Pistons         | 40 | 42 | 48,8 | 20 |
| Kansas City-Omaha Kings | 36 | 46 | 43,9 | 24 |

| Squadra                | V  | P  | %    | GB |
| ---------------------- | -- | -- | ---- | -- |
| Los Angeles Lakers     | 60 | 22 | 73,2 | -  |
| Golden State Warriors  | 47 | 35 | 57,3 | 13 |
| Phoenix Suns           | 38 | 44 | 46,3 | 22 |
| Seattle SuperSonics    | 26 | 56 | 31,7 | 34 |
| Portland Trail Blazers | 21 | 61 | 25,6 | 39 |

## Vincitore
| Campione NBA 1972-1973      |
| --------------------------- |
| New York Knicks (2º titolo) |

## Statistiche
| Categoria         | Giocatore        | Squadra                 | Stat |
| ----------------- | ---------------- | ----------------------- | ---- |
| Punti per gara    | Nate Archibald   | Kansas City-Omaha Kings | 34,0 |
| Rimbalzi per gara | Wilt Chamberlain | Los Angeles Lakers      | 18,6 |
| Assist per gara   | Nate Archibald   | Kansas City-Omaha Kings | 11,4 |
| FG%               | Wilt Chamberlain | Los Angeles Lakers      | 72,7 |
| FT%               | Rick Barry       | Golden State Warriors   | 90,2 |

## Premi NBA
- NBA Most Valuable Player Award: Dave Cowens, Boston Celtics
- NBA Rookie of the Year Award: Bob McAdoo, Buffalo Braves
- NBA Coach of the Year Award: Tom Heinsohn, Boston Celtics
- NBA Executive of the Year Award: Joe Axelson, Kansas City-Omaha Kings
- All-NBA First Team:
  - John Havlicek, Boston Celtics
  - Spencer Haywood, Seattle SuperSonics
  - Kareem Abdul-Jabbar, Milwaukee Bucks
  - Nate Archibald, Kansas City-Omaha Kings
  - Jerry West, Los Angeles Lakers
- All-NBA Second Team:
  - Elvin Hayes, Baltimore Bullets
  - Rick Barry, Golden State Warriors
  - Dave Cowens, Boston Celtics
  - Walt Frazier, New York Knicks
  - Pete Maravich, Atlanta Hawks
- All-Defensive First Team:
  - Dave DeBusschere, New York Knicks
  - John Havlicek, Boston Celtics
  - Wilt Chamberlain, Los Angeles Lakers
  - Jerry West, Los Angeles Lakers
  - Walt Frazier, New York Knicks
- All-Defensive Second Team:
  - Paul Silas, Boston Celtics
  - Mike Riordan, Baltimore Bullets
  - Nate Thurmond, Golden State Warriors
  - Norm Van Lier, Chicago Bulls
  - Don Chaney, Boston Celtics
- All-Rookie Team:
  - Dwight Davis, Cleveland Cavaliers
  - Bob McAdoo, Buffalo Braves
  - Freddie Boyd, Philadelphia 76ers
  - Jim Price, Los Angeles Lakers
  - Lloyd Neal, Portland Trail Blazers